# Font del Mas Bosc
La Font del Mas Bosc és una font del poble de Bertí, en el terme municipal de Sant Quirze Safaja, a la comarca del Moianès.
Està situada a 675 metres d'altitud, a l'extrem nord del territori de Bertí, prop del límit amb Sant Miquel Sesperxes (Sant Martí de Centelles). És a migdia del Mas Bosc, a l'esquerra el torrent del Mas Bosc.